# Фужински мост
Фужински мост један је од 3 мостова преко Љубљанице у приградском насељу Фужине (код Фужинског града) и једини за моторна возила. Изграђен је 1987. од истог пројектантског бироа као Мост преко Аде Циганлије у Београду. 
Мост сачињава са сваке стране траку за моторна возила, посебну траку за бициклисте и једна трака за пјешаке. На мосту се налази и мала капелица а са обе стране стоје клупе. Поред моста налази се брана и мања хидроелектрана која је била направљена за творницу папира у Вевчама.